# Мохамед
Мохамед (на арабски: محمد [mʊħɑmmæd], произношение), също Мухамад, Мухаммад, Мухамед и Мухаммед, е арабски религиозен и политически лидер и пророк на исляма. Известен е още като Абу Касим ибн Абдаллах. Наричан е „печатът на пророците“ или в по-точен превод „Последният от Пророците“.

## Ранен живот
Мохамед (Мухаммад ибн Абд Аллах) е роден през 570 или 571 г. в гр. Мека в Хиджаз (днешна Саудитска Арабия) – процъфтяващ за времето си търговски център на търговския път, който свързва Йемен със Средиземноморието.
Произлиза от рода Бану Хашим на племето кораиш, което управлява града. Баща му Абдаллах („раб на Бога“) умира преди раждането му, докато е на търговия в гр. Басра (днешен Ирак). Майка му Амина („благочестива“), го дава за отглеждане на дойка на име Халима (по традиция новородените се давали на дойка от племе, което живее в пустинята, за да израсне здраво, далеч от болестите и епидемиите в града), но на 4-годишна възраст, уплашена от чудна случка, известна като „отваряне на гръд“, тя го връща в града при майка му. Когато Мохамед е на 6 г., при пътуване обратно от роднинско гостуване до Медина, загубва майка си след нейно заболяване и отива при дядо си Абд ал Мутталиб, който умира след още 2 г. Бъдещият пророк остава под закрилата на чичо си Абу Талиб.
Когато Мухамед е на 12 г., пътува заедно с чичо си по търговия до Сирия. Близо до Басра минават покрай обиталището на християнски отшелник на име Бахира, който пожелава да се срещне с керванджиите, за да им каже, че с тях пътува бъдещ пророк. През 595 г. Мухаммед се връща в Мека и става пастир. По онова време родът на пророка има финансови затруднения и затова той започва работа като керванджия за богатата вдовица Хадиджа (или Хатиджа на турски), наследила 2 съпрузи. Тя е толкова впечатлена от качествата на Мохамед, че му поисква ръката. От нея той има четири дъщери и двама внуци – Ал-Хасан и Ал-Хусейн. Двамата, заедно с четиримата първи халифи на вярата, самия Аллах и пророка Мохамед се изписват като 8-те тугри в купола на всяка джамия. По отношение на поклонението към тленните останки на наследниците на Пророка възникват различията между шиитите (от шаиат Али или „другарите на Али“ – поклонници на преданието, произлизащо от Али, зетя на Мохамед и негов първи братовчед) и сунитите (смятащи, че връзката между Аллах и хората трябва да бъде чрез текстовете на Корана и проповедта на Мохамед).
Когато наближава 40-ата му годишнина, все още липсват външни признаци, че е забележителна личност. По онова време повечето араби са езичници, вярващи в много божества.

## Откровения
Около 610 г. Мохамед започва да се уединява в пещерата Хира на планината Нур в околностите на Мека по време на месец Рамадан. Там той пости и се отдава на молитви. Една нощ е посетен от архангел Гавраил (Джибрил), който му заповядва: „Чети“ или „Рецитирай“. Според ислямската традиция Мохамед е неграмотен и не може да чете. Впечатлен от случката, той се връща при Хадиджа, която го признава за пророк и приема исляма. Скоро тя е последвана от едва 10-годишния братовчед на Мохамед Али и близкия приятел на пророка Абу Бакр. В продължение на дълги години Джибрил разкрива на пророка Божието слово – съдържанието на Корана. Мохамед проповядва 3 г. само на близки приятели и познати. После, към 613 г., се отдава на публични проповеди.

## Хиджра
Когато започва да печели привърженици, властите в Мека започват да го смятат за опасен. Мохамед се чувства застрашен и през 622 г. се преселва в град Ясриб – Медина (на около 450 километра северно от Мека), където му предлагат убежище.
Това преселение, наречено хиджра, е повратна точка в живота на пророка. От хиджрата започва мюсюлманското летоброене. В Мека той няма много последователи, но в Медина те са далеч повече и скоро добива влияние, което фактически го прави абсолютен властелин. През следващите няколко години, когато мюсюлманите бързо нарастват, се водят редица битки между Медина и Мека. Тази война завършва през 630 г. и Мохамед се завръща победоносно в Мека като завоевател. През останалите 2,5 г. от живота му арабските племена бързо се приобщават към новата религия.

## Експанзия на исляма
Когато умира в понеделник 8 юни 632 г., Мохамед е вече истински управник на цяла Южна Арабия. Бедуинските племена в Арабия се славят като безстрашни воини, ала те са малобройни и раздирани от разединение и междуособни битки, не могат да се мерят с по-големите армии на кралствата, установили се в земеделските райони на север. Обединени от Мохамед за първи път в историята и вдъхновявани от пламенната си вяра в един-единствен бог, тези арабски бойци се впускат в поредица от най-изумителни завоевания в човешката история.
На североизток от Арабия лежи обширната новоперсийска империя на Сасанидите; далеч на северозапад е Византия, или Източната римска империя с център Константинопол. Количествено арабите не могат да се сравняват с противниците си. Обаче на бойното поле положението е съвсем различно и въодушевените араби бързо завладяват цяла Месопотамия, Сирия и Палестина. През 642 г. Египет е откъснат от Византийската империя, а персийските войски са смазани при големите боеве около Кадисия през 637 г. и Нефавенд през 642 г. Но дори тези огромни завоевания, постигнати под ръководството на най-близките приятели и приемници на Мохамед – Абу Бакр и Омар Ибн Ал-Хатаб, не слагат край на арабското нашествие. През 711 г. арабските армии вече са прегазили Северна Африка чак до Атлантическия океан. Оттам те се насочват на север, преброждат Гибралтарския проток и завладяват Иберийския полуостров. Пет години по-късно арабите нападат Константинопол по суша и море, предвождани от Маслама, брат на халиф Сюлейман ибн Абд ал Малик. Те идват с невиждана за епохата армия – 200 000 души и 5000 кораба. По онова време се поражда опасение, че мюсюлманите могат да покорят цяла християнска Европа. След неуспешна едногодишна обсада, през лятото на 718 г. арабите получават свежи сили. Новата войска дебаркира при Абидос в Тракия и поема към Константинопол. Но в решителното сражение българите, под ръководството на Хан Тервел, тотално я разбиват. В прословутата битка при Поатие през 732 г. мюсюлманските войски, напреднали до средата на днешна Франция, са съкрушени от франките.
За по-малко от един век арабите създават империя, която се простира от Индия до Атлантическия океан, каквато светът не е виждал дотогава. И навред, където стъпват мюсюлманските войски, следва масово приобщаване към новата вяра. Не всички завоевания траят дълго. Макар че запазват вярата си в пророка, по-късно персийците си извоюват независимостта от арабите. А след повече от 7 столетия борба християните си възвръщат Иберийския полуостров с Реконкистата. Месопотамия и Египет, люлки на древна цивилизация, остават за дълго във владение на арабите, които владеят и целия северноафрикански бряг.
Ислямът продължава да се разпространява през вековете далеч отвъд границите на първоначалните мюсюлмански завоевания. В наши дни той има десетки милиони последователи в Африка и Централна Азия и дори повече на брой в Пакистан, Северна Индия и Индонезия. Както всички религии ислямът упражнява огромно влияние върху битието на своите последователи.

## Влияние
От чисто верско гледище може да се каже, че въздействието на Мохамед върху човешката история е сравнимо с Исусовото. Мохамед, за разлика от Исус, е водеща фигура както от религиозно, така и от светско гледище. Единствените подобни успехи в човешката история са завоеванията на монголите през 13 век, които се дължат главно на Чингис хан (Тимурджин), на Древна Македония и на Римската империя. Макар и по-обширни от арабските, те обаче се оказват по-нетрайни в езиков и общностен смисъл. Арабските завоевания са по-хомогенни, от Ирак до Мароко се простира цяла верига арабски нации (до голяма степен от арабизирани народи), обединени не само от вярата им в исляма, но и от общия им арабски език, история и култура.
Мохамед е единственият водач в историята, постигнал изключителни успехи както на верско, така и на светско равнище. Макар и със скромен произход, той разпространява една от най-големите религии в света, проявявайки се като извънредно ефикасен политически водач.
Мястото на Корана в мюсюлманското вероизповедание и фактът, че той е написан на арабски, сигурно са попречили арабският език да се разпадне на нерарзбираеми помежду им диалекти, което иначе би могло да се случи през изминалите 14 века. Арабските завоевания, вдъхновени от Мохамед през 7 век, продължават и днес да играят важна роля в човешката история.